# Geister-Western
Geister-Western war eine im Bastei-Verlag von 1975 bis 1976 erscheinende Heftromanserie, welche die Genres Western- und Gruselroman miteinander verband.
Die Reihe wurde bis Heft 20 von Helmut Rellergerd alias Jason Dark betreut, anschließend übernahm Karl Wasser, bei Bastei Redakteur der Western-Reihen. Der Reihe hatte ebenso wie die zuvor vom Marken-Verlag gestartete Reihe der Grusel-Western keinen Erfolg bei den Lesern und wurde nach 30 Heften eingestellt. Jochen Bärtle wie auch Uwe Schnabel führen das auf einen missglückten Genre-Mix zurück. Es handelte sich strukturell um Western mit Horror-Elementen, die weder die (meist erwachsenen) Western-Leser noch die (meist jugendlichen) Horror-Fans befriedigen konnten.
Die Hefte erschienen 14-täglich im normalen Heftromanformat (15,5 cm × 22,5 cm, 68 Seiten). Der Preis war 1,20 DM.

## Liste der Titel
| Nr. | Titel                            | Autorenname   | Verfasser           |
| --- | -------------------------------- | ------------- | ------------------- |
| 01  | Die Nacht der Bestien            | Les Willcox   | U. H. Wilken        |
| 02  | Der Berg des Grauens             | Gordon Spirit | Karl Wasser         |
| 03  | Die Dämonenfährte                | Mark Denver   | Walter Appel        |
| 04  | Canyon der lebenden Leichen      | Les Willcox   | U. H. Wilken        |
| 05  | Die Bestie aus der Todesschlucht | Gordon Spirit | Susanne Wiemer      |
| 06  | Der Henker von Deadwood          | Les Willcox   | U. H. Wilken        |
| 07  | Geisternacht am Stiefelhügel     | Gordon Spirit | Susanne Wiemer      |
| 08  | Der Schrecken von Santa Fé       | Mark Denver   | Walter Appel        |
| 09  | Die Verdammten der Prärie        | Les Willcox   | U. H. Wilken        |
| 10  | Galgenpoker                      | Dan Ferguson  | Günter Bajog        |
| 11  | Der Teufelsreiter                | Gordon Spirit | Susanne Wiemer      |
| 12  | Die Rache der Felsengeister      | Dan Ferguson  | Günter Bajog        |
| 13  | Schwadron der Todgeweihten       | Gordon Spirit | Frank Helgath       |
| 14  | Die Geistervögel                 | Mark Denver   | Walter Appel        |
| 15  | In den Krallen des Hexers        | Gordon Spirit | Rolf Mauerhardt     |
| 16  | Der Höllenschlund                | Dan Ferguson  | Günther Bajog       |
| 17  | Die Todesmine                    | Gordon Spirit | Susanne Wiemer      |
| 18  | El Lobo – Schrecken von Mexiko   | Dan Ferguson  | Günther Bajog       |
| 19  | Der Hexenjäger                   | Mark Denver   | Walter Appel        |
| 20  | Die Rückkehr des Gehenkten       | Gordon Spirit | Horst Friederichs   |
| 21  | Stadt der verlorenen Seelen      | Gordon Spirit | Karl Wasser         |
| 22  | Der Todesclaim                   | Mark Denver   | Walter Appel        |
| 23  | Der Marshal und die Höllenbrut   | Gordon Spirit | Susanne Wiemer      |
| 24  | Falle in der Geisterschlucht     | Mark Denver   | Walter Appel        |
| 25  | Der Sohn des Regengottes         | Tex Mason     | Heinz Hugo Großmann |
| 26  | Die Bergdämonen                  | Dan Ferguson  | Günter Bajog        |
| 27  | Schlucht ohne Wiederkehr         | H. S. Sharon  | Heinz Squarra       |
| 28  | Als der Gehenkte Rache schwor    | Gordon Spirit | Rolf Mauerhardt     |
| 29  | Die Hexe vom Großen Fluß         | Tex Mason     | Hans Hugo Grossmann |
| 30  | Der Fluch des roten Tomahawks    | Jo de Ray     | Jo Reuter           |